# Dendronephthya crosslandi
Dendronephthya crosslandi är en korallart som beskrevs av Thomson och Henderson 1906. Dendronephthya crosslandi ingår i släktet Dendronephthya och familjen Nephtheidae. Inga underarter finns listade i Catalogue of Life.